# Las desventuras de Cruks en Karnak
Las desventuras de Cruks En Karnak es el cuarto álbum de la banda ecuatoriana Cruks en Karnak. El disco es grabado en el año 2003 en un estudio de la banda, siendo de producción independiente. Este disco ha sido uno de los que más ventas ha llegado a tener en la historia del rock ecuatoriano, llegando a sobrepasar las 25 000 copias de discos vendidos, convirtiéndose en disco de platino en el Ecuador.
El nombre del disco nace de la apreciación de Sergio Sacoto acerca de los temas que están incluidos en el disco, mostrando un enfoque de la vida desde diversas perspectivas: el amor, el desamor, el olvido, los problemas cotidianos, las emociones, problemas existenciales y filosóficos, en fin, toda clase de desventuras por las que la gente tiene que pasar en su día a día.
La portada del disco contiene a un dibujo de tipo cómic que sugiere a William Crookes (científico que dio nombre a la banda) vestido de un arqueólogo aventurero en un fondo que, por su arquitectura, da la apariencia de ser una ciudad de Egipto, sugiriendo ser la ciudad de Karnak que también fue la que dio nombre a la banda. Esta portada es la fiel significación de lo que literalmente significa el disco "Las desventuras de William Crookes en la ciudad de Karnak".
Varios temas de este CD fueron ampliamente exitosos comercialmente y contaron con una buena difusión por las emisoras de radio del país como "El Aguajal", "Ándate a Cancún", "Uno vuelve".

## Lista de canciones
1. El aguajal
2. Me encanta dormir contigo
3. Uno vuelve
4. Misógino (Estás buena)
5. Control
6. Andate a Cancún
7. Ira
8. Las cosas se olvidan
9. Mujeres (intro)
10. Mujeres (Me gustan las...)
11. Eso no es Rock (fábula)
12. Eso no es rock
13. El bebé volador
14. Tanto va el cántaro al agua...
15. Perdóname
16. Suero
17. Buona sera
18. El aguajal remix (Cruks va a la disco)

- Datos: Q5971051